# Adina
Adina (hebrejsky עדינה) je jméno hebrejského původu a v hebrejštině znamená jemná, citlivá dívka.
Podle českého občanského kalendáře má svátek 17. června.

## Domácké podoby
Adinka, Adi, Áďa, Aduška, Adynka, Aďka

## Statistické údaje
Následující tabulka uvádí četnost jména v ČR a pořadí mezi ženskými jmény ve srovnání dvou roků, pro které jsou dostupné údaje MV ČR – lze z ní tedy vysledovat trend v užívání tohoto jména:
| Rok       | Četnost  | Pořadí    |
| 1999      | 60       | 693.      |
| 2002      | 69       | 649.      |
| Porovnání | o 9 více | o 44 lépe |
| 2006      | 117      | 645.      |

Změna procentního zastoupení tohoto jména mezi žijícími ženami v ČR (tj. procentní změna se započítáním celkového úbytku žen v ČR za sledované tři roky 1999–2002) je +15,9%.

## Známé nositelky jména
- Adina Mandlová, česká herečka